# Атлиев, Серахс
Серахс Атлиев — советский политический деятель, депутат Верховного Совета СССР 1-го созыва (1938—1946).

## Биография
Родился в 1910 году в городе Серахс. Член ВКП(б) с 1930 года.
С 1926 года — на хозяйственной, общественной и политической работе. В 1926—1946 гг. — практикант Реутовской прядильной фабрики, практикант Егорьевской ткацкой фабрики, слесарь школы ФЗУ города Кызыл-Арват, слесарь Кзыл-Арватского ремзавода, заведующий туркменским интернатом города Кызыл-Арват, ответственный секретарь Кызыл-Арватского горкома КСМТ, инструктор Кызыл-Арватского горкома КП Туркмении, заместитель управляющего, управляющий Кызыл-Арватской конторой Госбанка СССР, заместитель управляющего Туркменской республиканской конторой Госбанка СССР, народный комиссар финансов Туркменской ССР, секретарь Ашхабадского областного комитета КП Туркмении.

### Политическая деятельность
Был избран депутатом Верховного Совета СССР 1-го созыва от Туркменской ССР в Совет Национальностей в результате выборов 12 декабря 1937 года.